# Microvaranop
El microvaranop (Microvaranops parentis) és una espècie extinta de sinàpsid de la família dels varanòpids que visqué durant el Permià mitjà en allò que avui en dia és el sud d'Àfrica. Se n'han trobat restes fòssils a Sud-àfrica. És l'única espècie del gènere Microvaranops. És conegut a partir d'un únic espècimen compost d'un individu adult i quatre cries, cosa que ha estat interpretat com una prova de cura parental en aquesta espècie. No tenia denticles a les dents. El nom genèric Microvaranops significa ‘petita cara de varà’ en llatí, mentre que el nom específic parentis significa ‘del progenitor’.